# Leonardo de Jesús Pérez Juárez
Leonardo de Jesús Pérez Juárez (10 de febrero de 1993) es un deportista mexicano que compite en atletismo adaptado. Ganó dos medallas en los Juegos Paralímpicos de Verano, bronce en Londres 2012 y bronce en Tokio 2020.

## Palmarés internacional
| Juegos Paralímpicos | Juegos Paralímpicos   | Juegos Paralímpicos | Juegos Paralímpicos |
| Año                 | Lugar                 | Medalla             | Prueba              |
| ------------------- | --------------------- | ------------------- | ------------------- |
| 2012                | Londres (Reino Unido) | Medalla de bronce   | 800 m T52           |
| 2020                | Tokio (Japón)         | Medalla de bronce   | 100 m T52           |